# Pahto Tha Mya Pagode

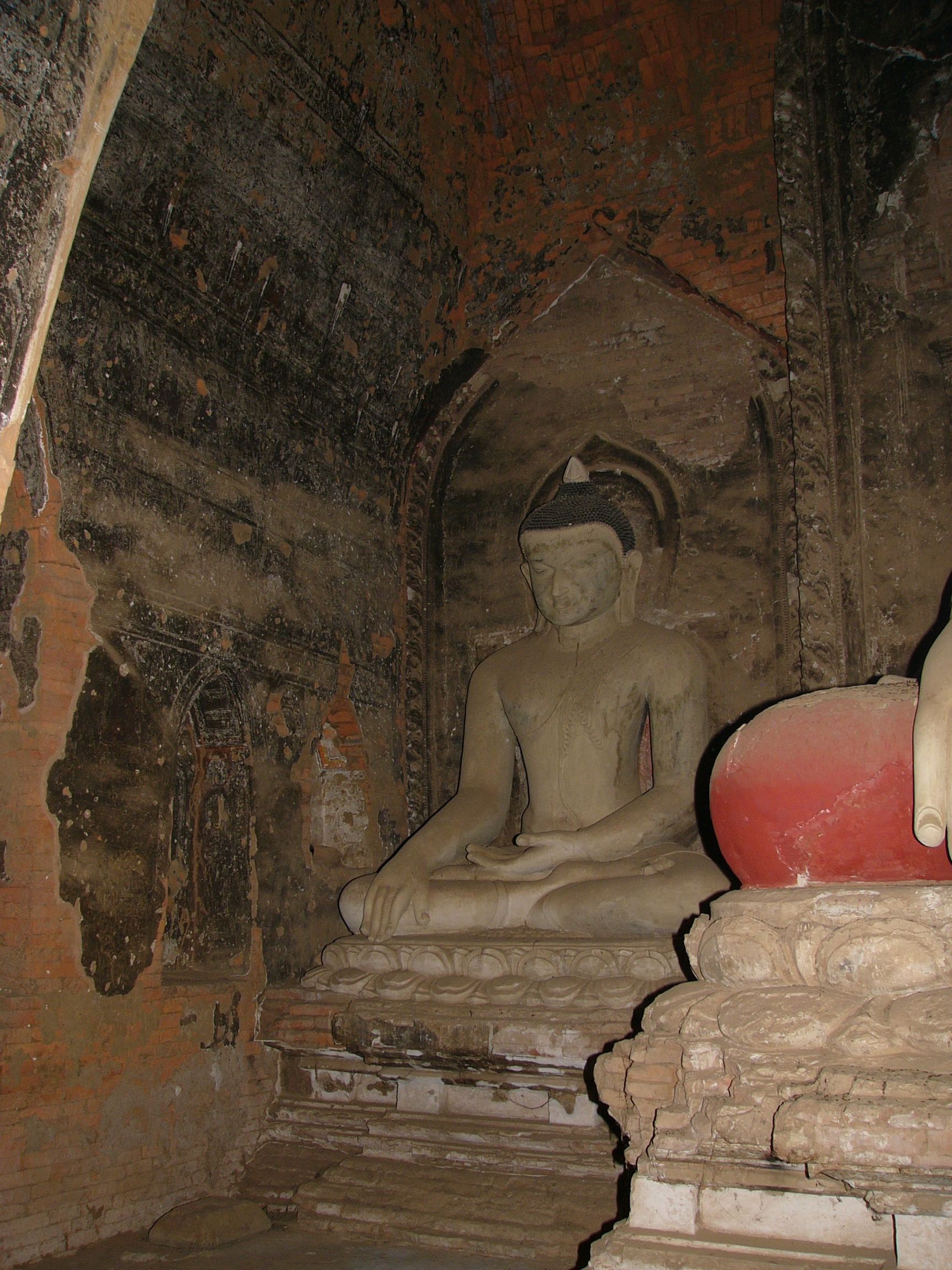
Blick in das Innere

Die Pahto Tha Mya Pagode ist ein Tempel in Bagan und wird als Monument No. 1605 geführt. Er ist nach Osten ausgerichtet und hat eine kurze Veranda, die von zwei schmalen Seitenfenstern erhellt wird. Im Innern ist er mit Bildern, die Episoden aus dem Leben Buddhas zeigen, geschmückt. Der Schrein enthält eine große Statue, die von zwei kleineren flankiert wird. Erbaut wurde Pahto Thy Mya wahrscheinlich während der kurzen Herrschaft von Sawlu, dem Sohn Anawrahta, zwischen 1078 und 1084 n. Chr.